# Euroregió Carpats

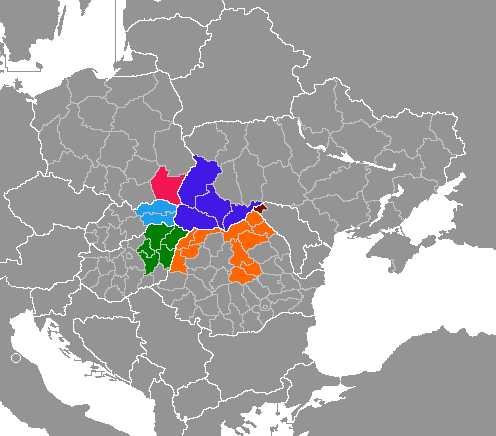
Situació de l'Euroregió Carpats

L'Euroregió Carpats (hongarès Kárpátok eurorégió, polonès Euroregion Karpacki, eslovac Karpatský euroregión, ucraïnès Карпатський єврорегіон) és una associació internacional formada el 14 de febrer de 1993 pels ministres d'afers exteriors de Polònia, Ucraïna i Hongria a la ciutat de Debrecen.
L'Euroregió Carpats està format per 19 unitats administratives dels cinc països d'Europa Central i Oriental, que són Polònia, Eslovàquia, Hongria, Ucraïna i Romania. La seva superfície total és d'uns 160.000 km² i té uns 15 milions d'habitants.
L'Euroregió Carpats està dissenyada per a reunir els habitants de la regió dels Carpats i per facilitar la seva cooperació en els camps de la ciència, la cultura, educació, turisme comerç i l'economia.
Causa de la seva mida dins de la regió s'ha creat una altra, l'Euroregió Biharia, centrada a Oradea. Aquest abasta la Província de Bihor a Romania i Hajdú-Bihar, a Hongria.

## Principals ciutats
- Lviv - 760 000
- Košice - 235 000
- Ivano-Frankivsk - 225 500
- Txernivtsí - 225 000
- Oradea - 206 600
- Debrecen - 206 200
- Rzeszów - 179 500
- Miskolc - 169 200

## Components
- Hongria
  -  Borsod-Abaúj-Zemplén
  -  Hajdú-Bihar
  -  Heves
  -  Jász-Nagykun-Szolnok
  - Szabolcs-Szatmár-Bereg
- Polònia
  -  Voivodat de Subcarpàcia
- Romania
  -  Província de Bihor
  -  Província de Botoşani
  -  Província de Harghita
  -  Província de Maramureş
  -  Província de Sălaj
  -  Província de Satu Mare
  -  Província de Suceava
- Eslovàquia
  -  Regió de Košice
  -  Regió de Prešov
- Ucraïna
  -  Província de Txernivtsí
  -  Óblast d'Ivano-Frankivsk
  -  Província de Lviv
  -  Transcarpàcia

## Galeria d'imatges

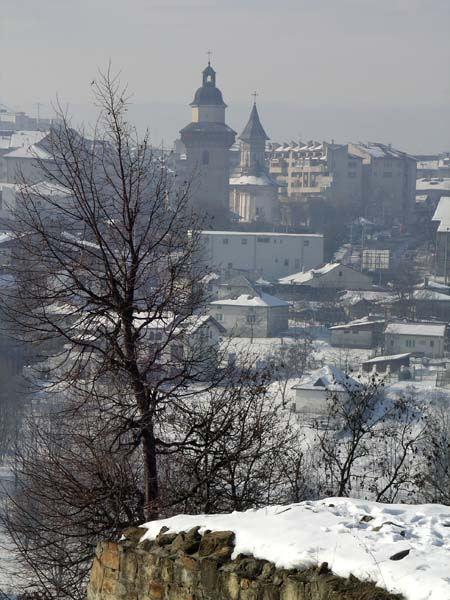
Suceava
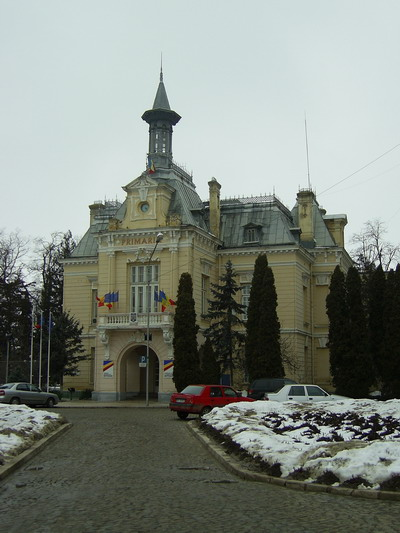
Botoşani
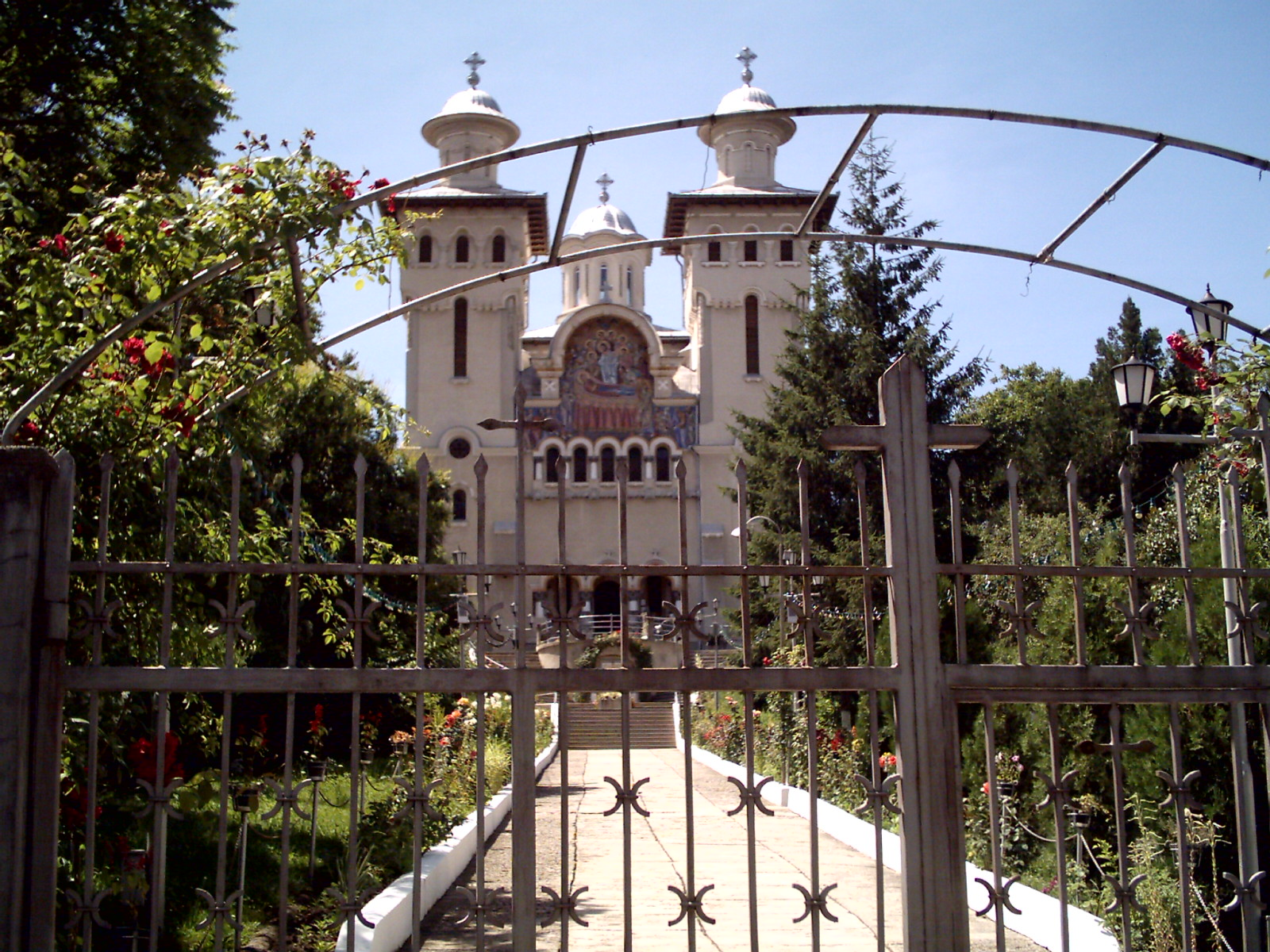
Zalău
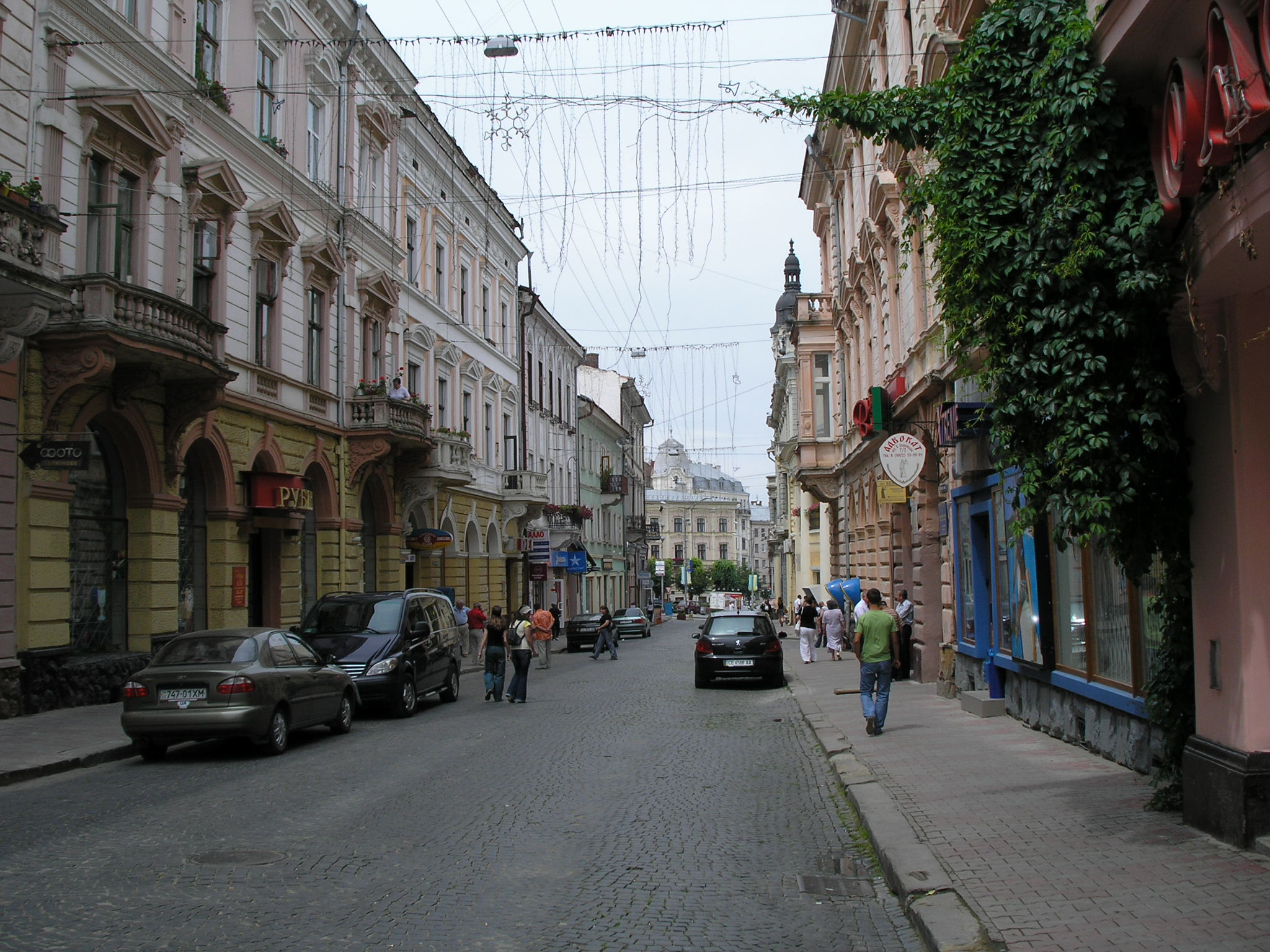
Chernivtsi